# 台湖镇
台湖镇，是中华人民共和国北京市通州區下辖的一个镇。亦庄新城的一部分位于镇辖区范围内。京哈高速公路（G1）、京沪高速公路（G2）、京津高速公路（S15）、六环路（G45大广高速）均穿过台湖镇，京津城际铁路亦庄站也在台湖镇。南部有地铁亦庄线和17号线。

## 历史
2001年11月13日，原次渠镇并入台湖镇。

## 行政区划

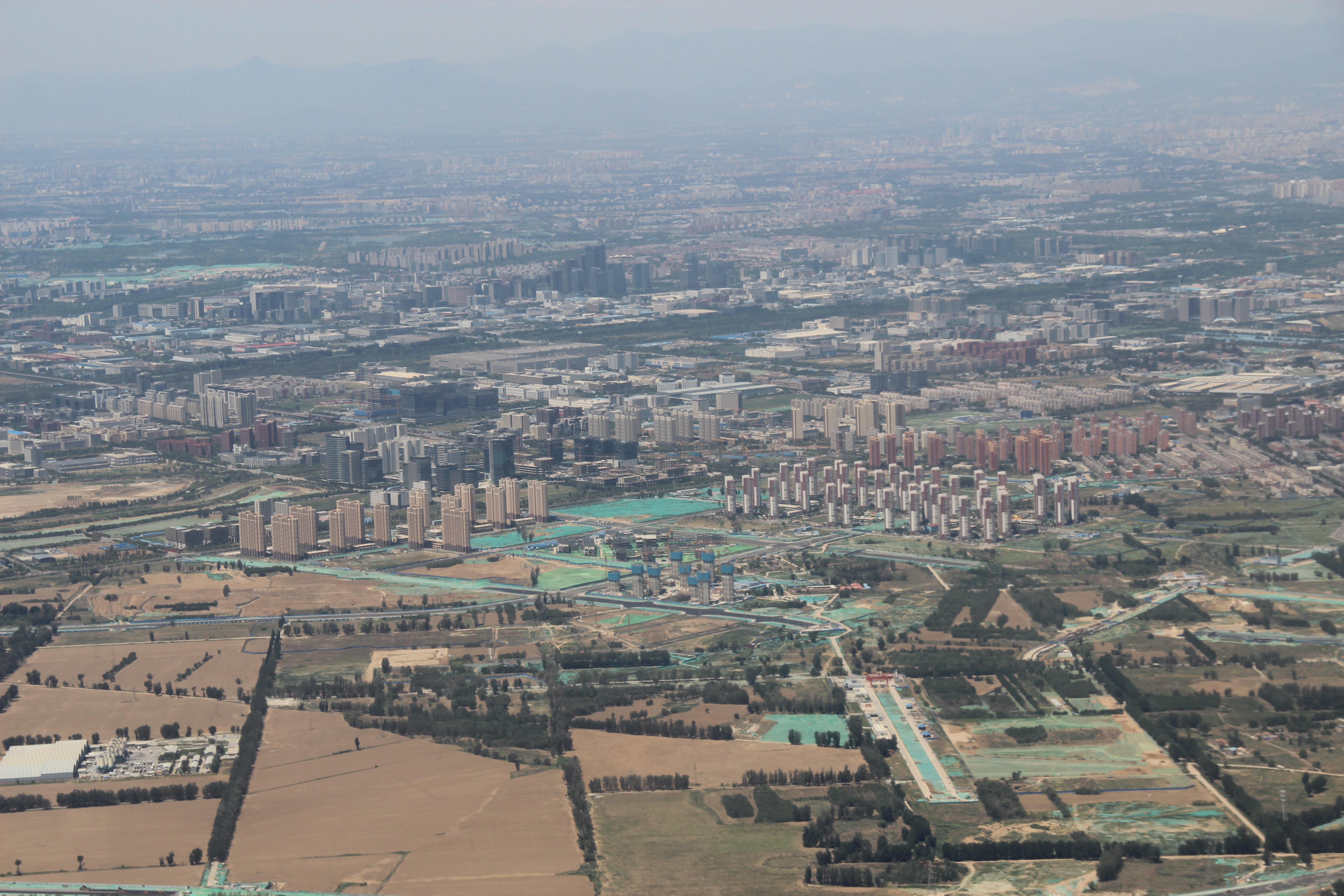
2001年并入台湖镇后，原次渠镇辖域发展成毗邻北京经济技术开发区的居住区

台湖镇下辖以下地区：
台湖村、铺头村、朱家垡村、田家府村、前营村、口子村、江场村、胡家垡村、周坡庄村、外郎营村、玉甫上营村、蒋辛庄村、东下营村、西下营村、北火垡村、唐大庄村、北姚园村、碱厂村、尖垡村、兴武林村、窑上村、次一村、次二村、垛子村、永隆屯村、桂家坟村、大地村、徐庄村、新河村、高古庄村、桑元村、水南村、董村、北神树村、丁庄村、白庄村、马庄村、孟庄村、郑庄村、东石村、麦庄村、西太平庄村、安定营村、北堤村、崔窑村和北小营村。

## 交通
台湖镇内设有以下轨道交通站点：
- 北京地铁亦庄线：经海路站、次渠南站、次渠站、亦庄火车站
- 北京亦庄新城现代有轨电车T1线：经海一路（京东方）站、定海园西站、定海园站
- 北京地铁17号线：北神树站、次渠北站、次渠站、嘉会湖站

## 台湖演艺小镇
台湖演艺小镇位于台湖镇北部，北京环球度假区以西的位置，是北京城市副中心“十四五”规划中“一城一带一轴、四区三镇多点”的三个特色小镇之一，将“聚焦演艺功能，发展以演艺、文创及配套服务为主的特而精产业，打造展示城市副中心文化魅力的新名片。”